# Torres de Colón
Les Torres de Colón o Torres Colón (anteriorment Torres de Jerez) són un gratacel d'oficines de 110 metres d'alçada i 23 plantes a la plaça de Colón de Madrid. Originalment va ser concebut com dues torres bessones que compartien una mateixa base, però després de la reforma realitzada a principi de la dècada de 1990 es van unir mitjançant una escala d'incendis que penja d'un acabament verdós amb forma d'endoll. És el 11è edifici més alt de la capital espanyola i va ser l'edifici d'oficines més alt de Madrid fins que es va acabar la Torre Picasso el 1989. Les torres van ser construïdes entre 1967 i 1976 per l'arquitecte madrileny Antonio Lamela i els enginyers Leonardo Fernández Troyano, Javier Manterola i Carlos Fernández Casado.
Les torres estan realitzades mitjançant una estructura suspesa o penjant: l'edifici està compost de dos grans pilars units al capdamunt per una plataforma de la qual pengen, des de grans bigues perimetrals de sis metres de cant, un total de 18 pèndols atirantats amb cables d'acer que subjecten cada planta. Primer se'n van construir els fonaments de formigó sobre els que es van plantar els dos «superpilars» o nuclis centrals i la plataforma superior. Després es van construir les torres de dalt a baix, fent certa la dita de «començar a construir la casa per la teulada», així, des de la plataforma superior acostant-se planta a planta a la base de la construcció. Als peus, es va rematar amb un cos basamental de tres plantes i sis forjats més de soterranis, aquesta vegada construïts de baix a dalt.

## Propietaris i inquilins
Van ser inaugurades amb el nom de «Torres de Jerez», com que el primer propietari va ser el conglomerat d'empreses Rumasa originària de Jerez de la Frontera. Després de l'expropiació de Rumasa el 1983, el Govern va decidir vendre-les en subhasta pública per recuperar part del forat patrimonial que havia creat. Va ser guanyada pel grup britànic Heron International el 1986 que va pagar 4.350 milions de pessetes, i que es va imposar a Juan Miguel Villar Mir, entre d'altres. El 1995 l'asseguradora Mútua Madrileña va adquirir l'edifici per 8.845 milions de pessetes. En aquestes torres s'allotgen nombroses empreses, com el bufet Alvarez & Marsal, MCH Private Equity, Natixis, Legg Mason, M&G, BDO, l'Oficina Comercial de Noruega a Espanya, l'Organització de Comerç Exterior del Japó, Hays, Bip & Drive i Tòquio Marine, entre d'altres.

## Art a l'entorn

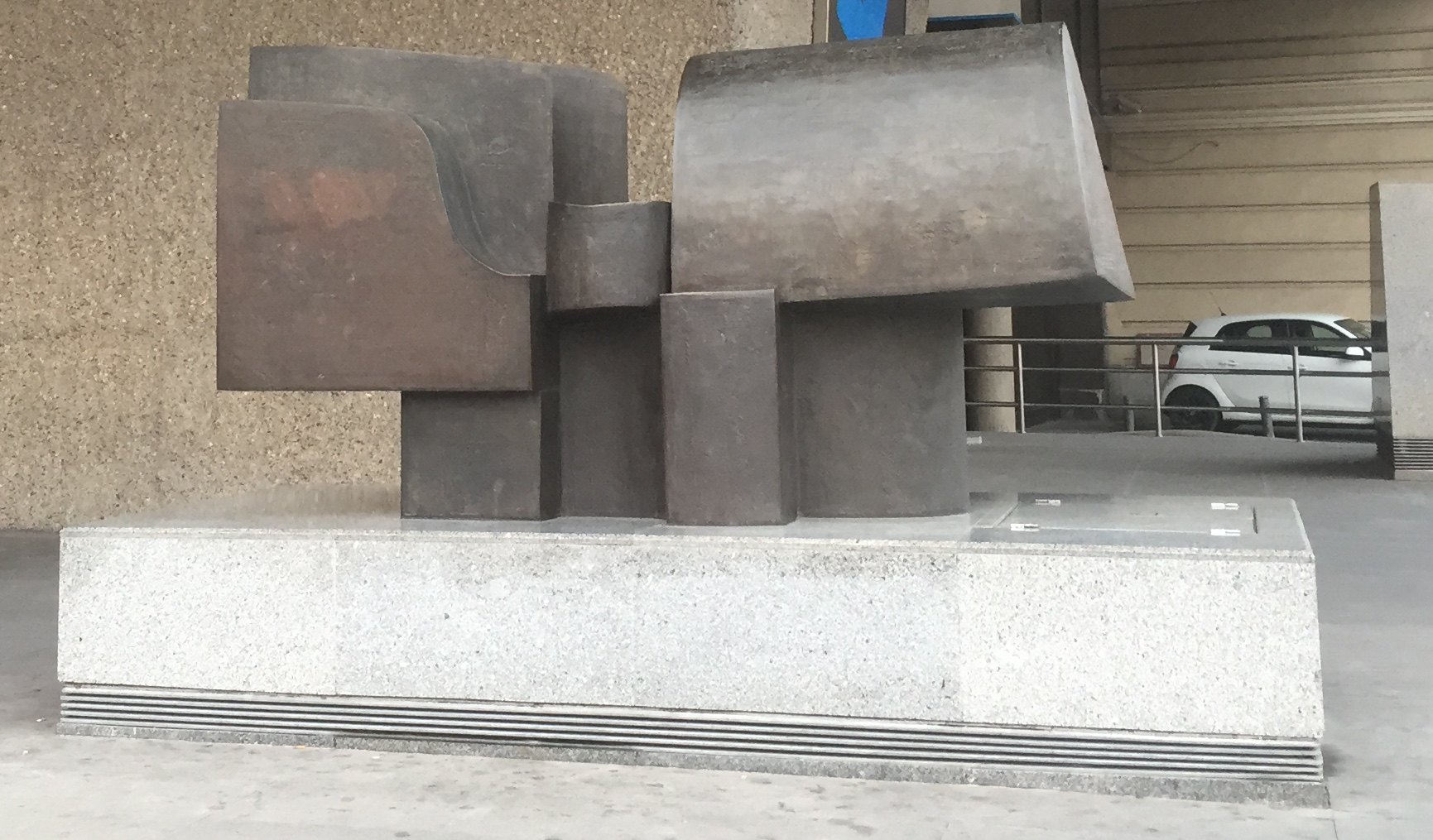
Héron (1975)

L'escultor José Luis Sánchez Fernández va ser encarregat per l'arquitecte Lamela de crear una escultura per emplaçar davant de l'edifici, a l'entrada. S'anomena Herón, en honor d'una de les empreses aleshores propietàries de les torres.